# 33561 Brianjasondu
33561 Brianjasondu este o planetă minoră (asteroid), cu un diametru de 1,703 km, din centura de asteroizi. A fost descoperită pe 10 mai 1999 la Experimental Test Site⁠(d) de Lincoln Near-Earth Asteroid Research. 
Obiectul prezintă o orbită caracterizată de o semiaxă mare de 2,3781038 UAi, o excentricitate de 0,17, o înclinație de 3,69761 ° în raport cu ecliptica.